# Clambus armadillo
Clambus armadillo är en skalbaggsart som först beskrevs av De Geer 1774.  Clambus armadillo ingår i släktet Clambus och familjen dvärgkulbaggar. Arten är reproducerande i Sverige. Inga underarter finns listade i Catalogue of Life.

## Bildgalleri

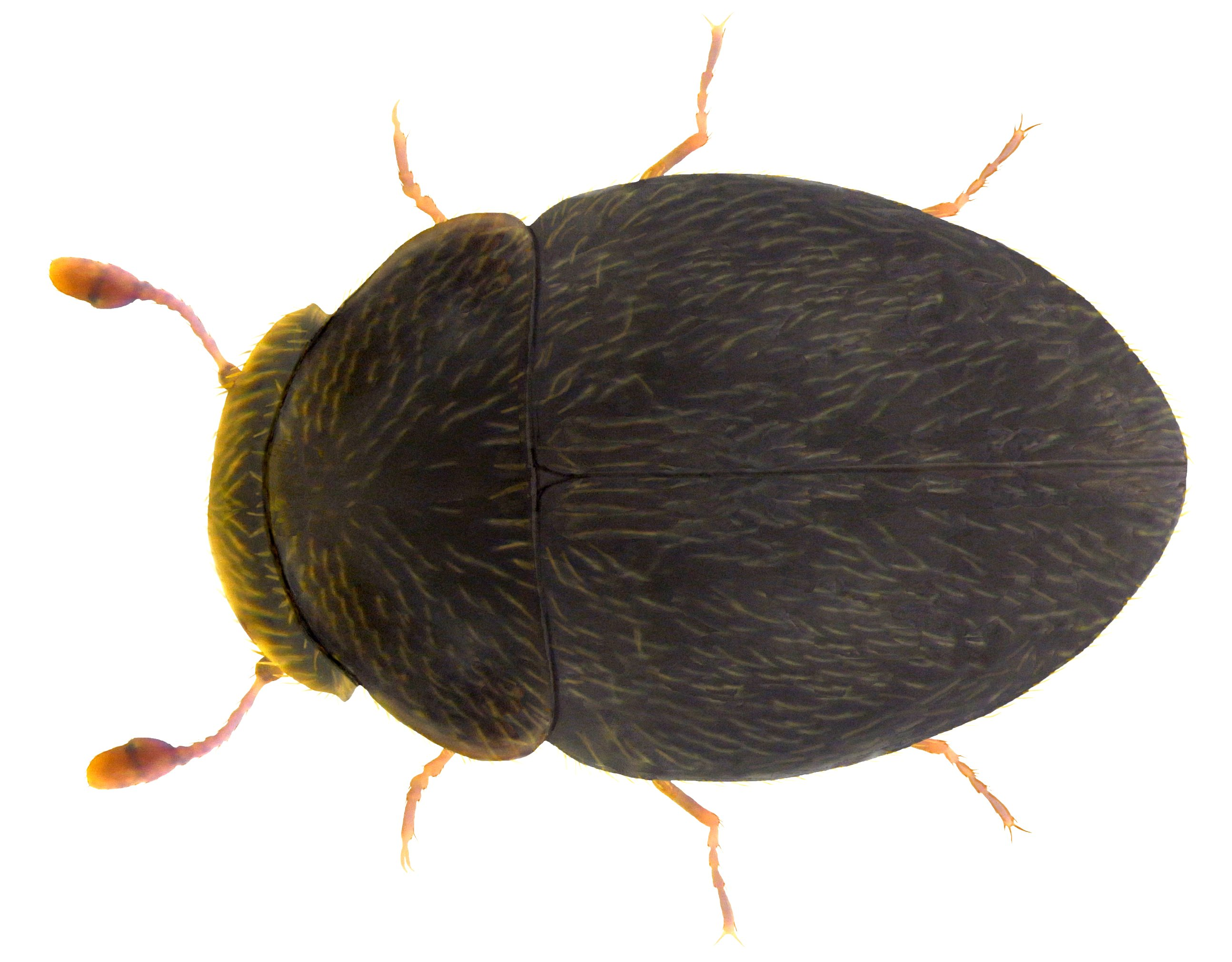
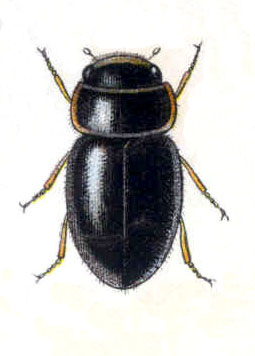